# Kronsprickling
Kronsprickling (Coccomyces coronatus) är en svampart som först beskrevs av Heinrich Christian Friedrich Schumacher, och fick sitt nu gällande namn av De Not. 1859. Kronsprickling ingår i släktet Coccomyces och familjen Rhytismataceae.  Arten är reproducerande i Sverige. Inga underarter finns listade i Catalogue of Life.

## Källor

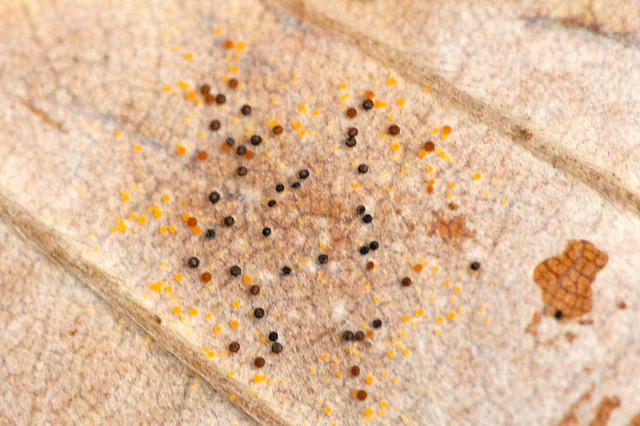
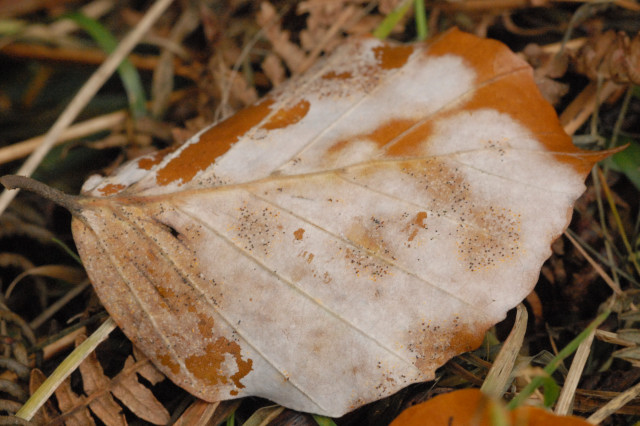